# La cocina española moderna
La cocina española moderna es un libro de cocina publicado por Emilia Pardo Bazán en 1917. Fue el undécimo y último volumen que llegó a las librerías de su colección Biblioteca de la Mujer, un proyecto que inició a sus 39 años con el propósito de brindar una amplia formación histórica y progresista a las mujeres, y con la finalidad de divulgar las ideas feministas difundidas por el resto de Europa. El libro expone la gastronomía española coetánea y según escribió en el prólogo: «representa la adaptación de los guisos extranjeros a la mesa española». 
Previamente, en 1913, había publicado La cocina española antigua.

## Estructura
La cocina española moderna repite una estructura similar a la de La cocina española antigua. Se compone de un prólogo y nueve secciones que suman un total de 539 recetas.
- Sección primera: Caldos, sopas, purés.
- Sección segunda: Los platos de huevos.
- Sección tercera: Los fritos.
- Sección cuarta: Peces, crustáceos y moluscos.
- Sección quinta: Aves de corral y palomar. Caza de pluma.
- Sección sexta: Las carnes.
- Sección séptima: Los vegetales.
- Sección octava: Un poco de repostería. Pastas y masas. Rellenos de pastel y otros. Trufados.
- Sección novena: Los accesorios. Los entremeses. Las guarniciones. Los postres.

## Sobre las influencias foráneas en la cocina española
En el prólogo la autora comparte su sentir ante la cocina extranjera. Consciente de las muchas influencias y de la manera de impregnar la cocina española, reivindica que se elabore según los bases de la cocina patria, así como subraya las aportaciones que han mejorado aquellas recetas venidas de allende:

La mayoría de los platos extranjeros pueden hacerse a nuestro modo: no diré que metidos en la faena de adaptarlos no hayamos estropeado alguno, en cambio a otros –y citaré por ejemplo las croquetas– los hemos mejorado en tercio y quinto.

La cocina cuyas recetas se encontrarán aquí, es española aún en sus elementos, modificada con aquello que de la extranjera parece imponerse irresistiblemente á nuestras costumbres, y siempre con tendencia á conservar lo bueno de otros días, aceptando lo que, difundido en nuestro suelo, no pudiera ya rechazarse sin caer en extravagancia.

Cabe destacar su preocupación por la preservación de la lengua española, así como el modo de justificar el uso de extranjerismos:

Por la misma razón, repugnándome muchos las palabras extranjeras cuando tenemos otras castizas con que reemplazarlas, al no encontrar modo de expresar en castellano lo que todo el mundo dice en francés ó en ingles, he debido resignarme á emplear algunos vocablos de cocina ya corrientes, como gratin y béchamela, poco genuínos, pero que no he hallado manera de sustituir. Si doy la receta de un lenguado "al pegue" ¿quién me entenderá?

De la misma manera, Emilia Pardo Bazán, cronista de su tiempo, señaló la recuperación de la tradición popular que parecía olvidada o menospreciada décadas atrás:

Y todavía cabrán aquí bastante fórmulas que son populares, y varias que, retoños de la cocina antigua, han brotado en estos últimos tiempos, en los restoranes (¡otra palabreja difícil de reemplazar!) de Madrid y de provincias, donde esta lucha de adaptación que se nota hace surgir ideas culinarias nuevas, aunque inspiradas en nuestras tradiciones. En efecto, si es verdad que nos ha invadido la cocina francesa, y algo la inglesa y alemana, también hay una reacción favorable á la nacional y regional. Hace treinta ó cuarenta años se proscribían platos que hoy se admiten y salen á plaza en mesas muy escogidas. Nadie se hubiese atrevido acaso, en otro tiempo, á servir un plato de callos á la madrileña teniendo convidados, aun cuando fuesen de confianza, como hoy se sirve en casa del duque de Tamames, ni á sustituir los chester-cake por ruedas de chorizo, como el duque de Alba en ostentoso banquete á los Reyes; y yo alabo á estos grandes señores la ocurrencia.

## Motivación
Emilia Pardo Bazán fue consciente del poco éxito e interés por parte del público femenino español ante los volúmenes anteriores de su Biblioteca de la Mujer, que achacó a que «el obstáculo no está en la ley, sino en la costumbre» como se deja patente en citas recogidas en la prensa de la época:

Cuando tenía más ilusiones, fundé La Biblioteca de la Mujer. En ella di cabida a obras tan capitales como La Esclavitud Femenina, de Stuart Mill, y La Mujer ante el Socialismo, de Augusto Bebel. Editorialmente, no me quejo: estas obras se agotaron, y tendré que reimprimirlas. Lo que dudo es que las hayan leído muchas mujeres […]. Y, al cabo de bastante tiempo, nunca desalentada pero un tanto desengañada, di en publicar, en La Biblioteca de la Mujer, libros de cocina… Uno, el último, el segundo, va ahora a los escaparates de los libreros. Y, si Dios no lo remedia, incluiré también en esa Biblioteca, que nació social e histórica, libros de recetas de tocador y economía doméstica. (La Nación, 9-4-1917)